# Kalisat (Rembang)
Kalisat is een bestuurslaag in het regentschap Pasuruan van de provincie Oost-Java, Indonesië. Kalisat telt 4805 inwoners (volkstelling 2010).